# Instrukcja poselska
Instrukcja poselska – akt normatywny wydawany w okresie Rzeczypospolitej szlacheckiej przez sejmiki ziemskie, przekazywany posłom na Sejm walny. Zawierał dyrektywy w sprawach mających stanowić punkt obrad Sejmu. W ostatnich latach panowania króla Zygmunta Augusta zaczęto sporządzać je w formie pisemnej, nie miały jednak ścisłej formy dokumentów. Były spisywane przez deputatów, którzy opatrywali je swoimi pieczęciami. Oryginalne instrukcje oddawano do rąk posłów na obrady Sejmu, a od początku XVII wieku tekst instrukcji włączano do ksiąg grodzkich.